# 澤田由希
澤田 由希（さわだ ゆき、1990年9月3日 - ）は、日本の女性モデル。オフィスパレット所属。熊本県出身。明治大学卒業。
趣味・特技は、読書、バスケットボール、ギター、ピアノ、ヴァイオリン、作詞作曲。

## 出演

### CM
- 資生堂マキアージュ
- ウィルコム
- NEC ドコモ タブレット MEDIAS TAB N-06D
- 花王 ビオレ

### 広告
- サーモス
- Canon
- 東急不動産

### 雑誌
- with
- non-no
- steady.
- Gainer

### カタログ・WEB等
- 「ORIHIKA'11 フレシャーズ」DM、Web、POP
- 「FACEMIX2010」
- 「丸井 水着」
- 「鈴乃屋 卒業袴」
- kinki kids「family 〜ひとつになること」PV

### 映画
- 冴え冴えてなほ滑稽な月（2013年、監督:島田角栄） - 愛紫亜　役